# Айдзава Сейші-сай
Айдза́ва Сейші-са́й (яп. 【会沢正志斎】, あいざわせいしさい; 25 травня 1781 — 14 липня 1863) —
японський політичний і науковий діяч, філософ, конфуціанець. Представник мітоської школи. Народився у Міто провінції Хітачі, в самурайській родині. Учень Фуджіти Юкоку. Директор удільної школи Шьококан. Автор «Нового трактату» (【新論】, шінрон), в якому обґрунтував положення руху «Шануймо Імператора, виженемо варварів!». Його ідеї справили великий вплив на японські політичні рухи середини —2-ї половини XIX століття. Власне ім'я — Ясу́ші; псевдоніми — Сейші-сай і Кіншьо-сай.

## Біографія

### Молоді роки
Айдзава народився 25 травня 1782 року у володіннях Міто-хан у сім'ї незнатного самурая.
1791 року 10-літній хлопець поступив до конфуціанської школи Сейраншя під керівництвом Фуджіти Юкоку (1774—1826). 1799 року, за успіхи у навчанні Айдзаву прийняли переписувачем до академії Шьококан у володіннях Міто, де він брав участь в упорядкуванні «Історії Великої Японії». 1801 року, під час роботи в академії, Айдзава написав трактат з питань оборони країни «Дивні чутки про острови Чіджіма», присвячений архіпелагу Чіджіма, південній частині Курильських островів. За сумлінну працю, талановитого 22-річного юнака зробили повноправним членом академії в 1803 році.

### Наставництво
1804 року Айдзава став наставником Токуґави Наріакі, сина володаря Міто-хан, а також дітей місцевих вельмож.
1824 року, англійські кораблі, порушивши японські закони, причалили у гавані Оцу володінь Міто й висадили команду з 12 чоловік. Айдзаву призначили вести переговори шляхом переписування з іноземцями. Будучи під враженням побаченого і почутого, він написав у наступному році твір «Новий трактат», в якому різко критикував м'якість шьоґунату щодо «західних варварів» і пророкував загибель Японії від іноземного поневолення. Через різкий зміст книга була заборонена урядовою цензурою, однак знайшла широкий відгук серед простих самураїв і аристократії, ставши рушієм антидержавного антиіноземного руху «Шануймо Імператора, виженемо варварів!».
1826 року, зі смертю Фуджіти Юкоку, Айдзава став головою академії Шьококан. 1829 року він переміг у політичній боротьбі за головування в Міто-хані і спромігся посадити новим лідером володінь свого учня — Токуґаву Наріакі. Під патронажем останнього, Айдзава розпочав курс реформ спрямованих на оновлення Міто. Реалізація цього курсу тривала з 1830 по 1843 роки.
1841 року Айдзава став головою новозаснованої академії Кодокан. В цілому, він докладав чимало зусиль для реформування системи освіти у своїй батьківщині.
1845 року, через опалу центрального уряду по відношенню до Токуґави Наріакі, який утискав буддистів у своїх володіннях керуючись конфуціанськими принципами, Айдзаву посадили під домашній арешт, як одного зі спільників Наріакі. Через чотири року його звільнили і 1855 року знову призначили головою Кодокану.

### В опозиції
1858 року урядовці Міто-хану розкололися через вимогу Імператорського двору Японії розпочати переслідування прихильників договорів з іноземцями та примусити шьоґунат до політичного рівноправного союзу зі столичною аристократією. Одна група урядовців наполягала розпочати виконання наказу, а інша — відкидала його. Айдзава належав до другої групи і вступив у конфлікт із радикальними представниками руху «Шануймо Імператора, виженемо варварів!».
Під час всеяпонських політичних репресій 1858–1859 років, організованих шьоґунатом проти противників договорів з іноземцями, Сейші-сай зміг стримати радикалів Міто і уберегти уділ від ліквідації.
1862 року, відчуваючи назрівання великого конфлікту всередині країни, Айдзава написав доповідь «Час диктує політику» на адресу шьоґуна Токуґави Йошінобу, у якому роз'яснював необхідність відкрити Японію для іноземних держав й вимагав не допустити громадянської війни.
Помер Айдзава Сейші-сай 14 липня 1863 року, у віці 82 років. Його поховали у монастирі Хонхо міста Міто. Праці Айдзави були присвячені не лише політиці. Він також займався проблемами синто, яке уявляв як основу буття японської нації. Впливу Айдзави зазнали навіть його політичні опоненти, зокрема Йосіда Шьоін.

## Імена
- Тимчасові:
Ічіґоро́ (【市五郎】)
А́нґо(【安吾】).
- Власне: Ясу́ші (【安】)
- Псевдоніми:
Сейші-сай (【正志斎】), «дід-праведник»
Кіншьо-сай (【欣賞斎】).

Інші транскрибування імені — Аїдзава Сейшісай, Айдзава Сейсісай.